# Amphoe Phon Sai
Amphoe Phon Sai (Thai: อำเภอ โพนทราย) ist ein Landkreis (Amphoe – Verwaltungs-Distrikt) im Südosten der Provinz Roi Et. Die Provinz Roi Et liegt in der Nordostregion von Thailand, dem so genannten Isan.

## Geographie
Amphoe Phon Sai grenzt an die folgenden Landkreise (von Westen im Uhrzeigersinn): an die Amphoe Suwannaphum und Nong Hi in der Provinz Roi Et, an die Amohoe Sila Lat und Rasi Salai der Provinz Si Sa Ket sowie an Amphoe Rattanaburi der Provinz Surin.

## Geschichte
Phon Sai  wurde am 16. November 1976 zunächst als „Zweigkreis“ (King Amphoe) eingerichtet, indem die beiden Tambon Phon Sai und Samkha vom Amphoe Suwannaphum abgetrennt wurden.
Am 25. Mai 1989 wurde er zum Amphoe heraufgestuft.

## Verwaltungseinheiten

### Provinzverwaltung
Der Landkreis Phon Sai ist in fünf Tambon („Unterbezirke“ oder „Gemeinden“) eingeteilt, die sich weiter in 57 Muban („Dörfer“) unterteilen.
| Nr. | Name        | Thai     | Muban | Einw. |
| --- | ----------- | -------- | ----- | ----- |
| 1.  | Phon Sai    | โพนทราย  | 14    | 6.522 |
| 2.  | Sam Kha     | สามขา    | 08    | 4.648 |
| 3.  | Si Sawang   | ศรีสว่าง   | 15    | 7.565 |
| 4.  | Yang Kham   | ยางคำ    | 10    | 4.476 |
| 5.  | Tha Hat Yao | ท่าหาดยาว | 10    | 4.788 |

### Lokalverwaltung
Es gibt zwei Kommunen mit „Kleinstadt“-Status (Thesaban Tambon) im Landkreis:
- Sam Kha (Thai: เทศบาลตำบลสามขา) bestehend aus dem kompletten Tambon Sam Kha.
- Phon Sai (Thai: เทศบาลตำบลโพนทราย) bestehend aus Teilen des Tambon Phon Sai.

Außerdem gibt es drei „Tambon-Verwaltungsorganisationen“ (องค์การบริหารส่วนตำบล – Tambon Administrative Organizations, TAO):
- Si Sawang (Thai: องค์การบริหารส่วนตำบลศรีสว่าง) bestehend aus dem kompletten Tambon Si Sawang.
- Yang Kham (Thai: องค์การบริหารส่วนตำบลยางคำ) bestehend aus dem kompletten Tambon Yang Kham und Teilen des Tambon Phon Sai.
- Tha Hat Yao (Thai: องค์การบริหารส่วนตำบลท่าหาดยาว) bestehend aus dem kompletten Tambon Tha Hat Yao.